# Атомско склониште
Атомско склониште је југословенски и хрватски хард рок састав из Пуле. Бенд је основан 26. фебруара 1977. године. Оснивачем и идејним вођом групе сматра се пулски културни и спортски радник, редитељ и организатор Бошко Обрадовић, а прву поставу Склоништа чинили су Серђо Блажић (вокал), Саша Дадић (бубњеви), Драган Гужван (гитара) и Бруно Лангер (бас-гитара). Врхунац каријере група достиже крајем 70-их и почетком 80-их. Највише свирају у Београду где су продали и највише плоча. Највећи наступ остварују на Београдском хиподрому 1981. године када пред 50—60.000 посетилаца наступају као носиоци програма првог дана дводневног фестивала Хиподром '81. Године 1981. престаје сарадња са Бошком Обрадовићем, али многи музички критичари сматрају да су његови текстови најквалитетнији које је Атомско склониште имало.
После ратова на просторима бивше Југославије Атомско склониште је било први хрватски бенд који је већ 1991. године дошао да наступи у Србији.

## Историја састава

### Претече
Садашњи фронтмен пулске групе Атомско склониште Бруно Лангер рођен је у Ријеци, део детињства провео је у Загребу, а затим се трајно везао за Истру и Пулу. Као четрнаестогодишњак на поклон од пријатеља добија своју прву гитару и то са само две жице. Његова прва бас-гитара била је из кућне радионице Динка Бијажића, пулског музичара који му је открио свет електричних инструмената и био његов учитељ гитаре. Бијажић и његов састав Beat Stones су представљали зачетнике пулског рока, а остали су упамћени и по наступима у Италији, што је тада представљало велики успех. Бијажић је 1964. године био у потрази за басистом, па му је Бранко Умковић (бубњар и пулски „краљ певања”) довео Лангера. Из те ће се сарадње изродити службени Лангеров бенд Фантоми, мада је Лангер још пре свирао у бенду Апаши. Међутим, Фантоми не трају дуго, па Бруно постаје басиста Логаритма. Након што Логаритми престају с радом, 1968. године настаје Хаш (Hush), претеча Атомског склоништа. Бруно Лангер је свирао бас, Драган Гужван гитару, Саша Дадић бубњеве, а Бранко Умковић је певао. Касније, 1972. године у Хаш долази Серђо Блажић, који је прво свирао бубњеве, а касније паралелно певао са Бранком. Исте године Умковић се сели у Сплит и Блажић постаје вокални солиста. Међутим, као и остали репродуктивни бендови, ни Хаш није забележио значајан успех мада су представљали велику атракцију у Пули. Лангер се 1974. године прикључује копарској групи Бумеранг која делује од 1970. године и која је до тад објавила један ауторски сингл. На Лангеров наговор, Блажић се придружује Бумерангу.

### Оснивање
У јесен 1976. Бумеранг престаје са радом, делом и због тога што су музичари били из различитих градова. Блажић и Лангер се враћају у Пулу и убрзо започињу сарадњу са пулским песником Бошком Обрадовићем, који се осим писања песама бавио режијом и организовањем различитих уметничких манифестација. Године 1968, режирао је представу „Атомско склониште“ која је премијерно изведена у Истарском народном казалишту, а темељила се на избору из светске антиратне поезије, за ту прилику појачана неким његовим песмама. Обрадовић пристаје на сарадњу и 26. фебруара 1977. даје им своје текстове, те се тај датум узима као службено оснивање Атомског склоништа.
Мада ни по жестини музике није било много бендова у СФРЈ који би се с њима могли упоредити, потпуно нов приступ донели су својим мултимедијалним пројектом: текстовима, сценском појавом те уметничким фотографијама којима су се представљали јавности. На концертима су наступали окружени бодљикавом жицом, у подераној одећи, праћени пиротехником, док су сценографију повремено умели да обогате стотинама отворених кишобрана као симболима заштите. Због своје статичности на сцени, Серђо Блажић је представљао отуђеног човека, ван времена и простора. Са кофером поред себе изгледао је као прогнаник са планете. Током концерата није било најава песама ни захваљивања публици. У почетној фази деловања групе биће укључено око 20 сталних сарадника из различитих сегмената деловања: сликарство, фотографија, дизајн, књижевност и филм. За назив групе чланови су имали неколико предлога, али их је Обрадовић ипак убедио да је Атомско склониште најприхватљивије име.

## Музичка каријера
Поред Обрадовића, који се може сматрати оснивачем и идејним вођом групе, прву поставу групе чинили су: Серђо Блажић (певач), Саша Дадић (бубњеви), Драган Гужван (гитара) и Бруно Лангер (бас-гитара). Из чисто маркетиншких разлога проглашавају се панк групом иако нису ни знали шта је панк. Успели су да заинтересују јавност. Године 1977. често наступају у Пули, али Пуљани их не примају добро. Крајем сезоне на клавијатурама им се придружује Едуард Канцелар, а један од најзначајнијих наступа на којем су се представили широј рок публици био је на BOOM фестивалу у Новом Саду, крајем 1977. Извештај са фестивала објављен је у часопису Џубокс, у којем су примили позитивне критике.

### Не цвикај генерацијо и Инфаркт
Нешто касније са већим успехом наступају у омладинском дому Уљаник и одлучују да уместо значајније организације концерата своје снаге усмере на снимање прве плоче. Након што су их одбили у двема највећим дискографским кућама, загребачком Југотону (чија ће их комисија одбацивати чак 6 пута) и београдском ПГП РТБ-у, Склониште доживљава још једно у низу разочарања. Као спас појављује се РТВ Љубљана са којом потписују ексклузивни уговор. Албум првенац (на коме су се представили појачани Рудолфом Грумом који је певао пратеће вокале) снимају крајем 1977. године, а у продаји се појављује у марту 1978.
У раду групе су доминирали хард рок рифови, са упечатљивим клавијатурама, задивљујућим вокалом и чврстом продукцијом. Албум је запрепастио критичаре својом садржином и другачијим погледом на свет, са антиратним текстовима какви до тада нису постојали на југословенској рок сцени. Група је на дебитантском албуму представила мноштво потресних и катаклизмичких стихова инспирисаних хипи покретом, чији је комплетан аутор био Бошко Обрадовић. За разлику од других група које су углавном имале љубавне текстове, Обрадовић је у својим текстовима обрађивао социјалне, политичке и антиратне теме. Доминирају пророчански текстови у којима су главне теме ратовања, неконтролисани развој цивилизације, лоше стање у друштву и сл.
Затечени рок критичари оштро су напали антиратну оријентацију састава, означивши текстове „баналним“, „плитким“, „бесмисленим“ и „смешним“, док су им се идеје групе чиниле нејасним и недореченим. Очигледно, у то време речи рат, рушење, психоактивне супстанце, паника, психоза, рација су се чиниле превише далеким и несхватљивим за рок музику на просторима бивше Југославије. Петнаестак година касније, на Балкану ће све бити другачије, а оно о чему је Бошко Обрадовић писао постаће сурова стварност. Тиме су критичари започели прави „рат“ против Атомског склоништа који ће са променљивом жестином трајати наредних десетак година. Група је на то одговарала жестоко, па је користила сваку прилику да пређе у напад разрачунавајући се са критичарима у чему су главни били Бошко Обрадовић и Бруно Лангер.
Хитови са првог албума су данас познате песме: „Кинематограф нашег дјетињства“, „Тко ће тад на згаришту рећи“, потресна прича „Сазнао сам дијагнозу“ те „Поморац сам мајко“, музички засигурно најимпресивнија са снажним гитарским рифовима и изузетним солом на клавијатурама. Музику су компоновали Гужван те Блажић и Лангер у дуету. Након објављивања албума група наступа у Суботици 11. маја 1978. у склопу рок програма Омладинског фестивала. Наступили су бесплатно што је било необично за тадашња, али и данашња времена, а том приликом одсвирали су све песме с албума и то без паузе па их је публика наградила аплаузом тек на крају концерта. У три недеље продато је 16.000 примерака деби албума, међутим Атомско склониште ретко наступа и не организује ни самосталне концерте нити жели да наступа у малим просторима. Узрок томе била је Блажићева болест, мада Бошко Обрадовић све то објашњава одбијањем групе да одржава "стереотипне турнеје". Публика је убрзо заволела групу због изузетног хард рок звука и искрене оданости.
Нови члан групе је постао клавијатуриста Паул Биланџић, заменивши Едуарда Канцелара који се повукао због обавеза према факултету. У јесен бива објављен други албум Инфаркт који се сматра најбољим албумом групе. Звук је још чвршћи и снажнији, а ритам бржи него на деби албуму. Упечатљиве соло деонице и јака ритам секција су неки од детаља због којих је албум наишао на изузетан пријем. Текстови су за нијансу мање потресни и болни, али и даље једнако оштри, а значајан допринос целокупном утиску дала је и врхунска продукција.
Крајем 1979. године, с мало више средстава и већом медијском подршком група креће са снимањем свог трећег албума. Албум је сниман на „ексклузивној“ локацији, тзв. „покретном" односно 48-каналном студију Mobile One, у којем су своје материјале снимале неке познате светске групе. То је први албум у низу који ће продуцирати Енглез Џон Ечелс, у то време сниматељ албума групе Квин. Од овог албума састав делује као квартет, будући да је Биланџић у међувремену напустио групу и основао свој састав Лилихип.

### 1980-е
На албуму У времену хороскопа примећује се благи окрет ка једноставнијој музици, са мање комплексним песмама у односу на претходна два албума. Као највећи хитови издвојиће се три песме, а то су насловна песма, "Чедна градска лица" и "Гази опет чизма". Прва је песма жестоког ритма у којој до изражаја долазе Блажићеве гласовне способности, док је "Гази опет чизма" песма која затвара албум, а бави се опасностима од тероризма и неонацизма, много година пре него што ће се у свету спомињати те речи.
Након три издата албума, група се одлучује на снимање живог албума. Иако је првобитна идеја била да се албум сними у пулској арени, одустало се од тога те је албум ипак снимљен на концертима одржаним 5. и 6. јула у бившем Дому ЈНА. Албум су прикладно назвали Атомска трилогија, објављен је у јесен 1980. године, а на њему је уврштен материјал са оба концерта. Унутрашњи омот обилује црно-белим фотографијама.
Следећих месеци настављају концерте, а највише свирају у Београду где су продали и највише плоча. На прелазу 1980. у 1981. свирали су два концерта с Рибљом чорбом у хали Пионир под називом Атомска Чорба. Године 1981. долази до промене у саставу групе. Бубњар Саша Дадић одлучује да напусти групу, а на његово место долази Здравко Широла који поред бубњева свира и клавијатуре. У овом периоду формирана је најпознатија постава групе, коју су чинили Лангер, Блажић, Гужван и Широла. Свој највећи наступ група је остварила на Београдском хиподрому 1981. године када пред 50-60.000 посетилаца наступа као носилац програма првог дана дводневног фестивала Хиподром '81 који је требало да се зове Атомски Хепенинг, али је касније ипак дошло до промене назива. Другог дана су наступили Бијело дугме и Aјрон мејден.
Нови албум Екстраутерина је снимљен у Super Bear студију у Ници, а уједно је и последњи на којем састав сарађује са Бошком Обрадовићем. Након објављивања албума група раскида сарадњу са њим, па комплетно писање текстова преузима Лангер. Међутим, музички критичари сматрају да су најквалитетнији текстови групе управо они које је писао Обрадовић. На овом албуму је занимљиво увођење хармонике у песми "Смањи гас" која отвара албум. Међутим, овај је албум поделио фанове састава: некима су се промене у продукцији и звуку допале и сматрају га једним од најквалитетнијих, док неки сматрају да је ова плоча донела приметан пад у односу на прва три албума.
Због упорног Обрадовићевог инсистирања, Атомско склониште исте године у Београду снима емисију Кинематограф нашег дјетињства у оквиру серијала Поп експрес, а у режији Мирослава Јокића. Филм започиње сценама које прецизно прате концепцију групе. На почетку филма приказује се окружење као после атомске катастрофе: пустош, рушевине и олупине, али се ипак завршава ведријим снимцима. Одређене сцене су снимљене у Пули, а већина је снимана на различитим локацијама у Београду као нпр. на депонији смећа и аутоотпаду у сврху дочаравања уништења и разрушености, а затим су снимљена зелена поља и прометни ауто-пут као симбол обнављања природе и људске цивилизације. Комплетна екипа телевизије је уложила много труда, али највећи напор учинили су сами чланови групе.
У само два дана, група је у врхунској продукцији Џона Ечелса 1982. године снимила нови албум Ментална хигијена у лондонском JAM студију. Текстове и музику у целости је написао Бруно Лангер па тиме у потпуности преузима све кључне функције. Као гост на снимању албума учествује Мел Колинс, бивши члан групе King Crimson, који свира саксофон у песми "Мутна ријека" која затвара албум, а чији је текст настао по истинитом догађају.
Плоча постаје најпродаванији и најпопуларнији албум групе те ће њоме освојити сам врх југословенске рок сцене, као и награду најбоље групе године. Нови албум, који је истовремено комерцијалан и квалитетан, поново је објављен у издању дискографске куће РТВ Љубљана. Врхунска музика и нови, свежи и приметно другачији текстови довели су групу до врхунца популарности. На албуму се налази највећи хит групе "Треба имат' душу" који је три месеца био на врху свих југословенских топ-листа. Један део тиража плоче снимљен је с грешком, због чега песма прескаче на самом почетку. За мање од месец дана, плоча је продата у преко 150.000 примерака и на крају је достигла платинасти тираж.
Група одлази на турнеју по бившој СФРЈ. На турнеји у БиХ, Атомско склониште је свирало по два концерта у једној вечери, а Серђо Блажић, који би требало да најтеже поднесе та 4 сата наступа због своје болести, први концерт је користио „за загревање“, да би највише пружао тек на следећем концерту. Охрабрена успехом Менталне хигијене група одлази у иностранство, па на Флориди снима албум Space Generation који је објављен 1983. године.
Сви велики наступи Атомског склоништа, према речима Лангера, везани су за Београд, а приликом наступа у Приштини названи су београдским бендом. Шести студијски албум Забрањено снивање група снима у Trooly sound студију и објављује га 1984. године. С тог албума издвојиле су се песме: "Њежан и млад", "Јутро", "Тражила је лице љубави" и "Твој принц", док је остатак албума прошао незапажено и није постигао већи успех. Након тога група у пролеће 1985. године објављује још један живи албум, симболично назван Једном у животу. За тај албум искористили су снимке са традиционалног септембарског концерта на Ташмајдану одржаног претходне године. Албум представља последње издање на којем је забележено учешће Серђа Блажића, који није хтео да поклекне пред опаком болешћу која га је пратила кроз целу музичку каријеру. Боловао је од рака лимфних жлезда због чега је годинама наступао седећи на столици.
Атомско склониште последњи пут наступа са Серђом 21. јула 1986. године, на опроштајном концерту у пулској дискотеци „Пирамида“. Тада су наступили у стандардној постави: Блажић, Гужван, Лангер, Широла, појачани Едуардом Канцеларом за клавијатурама. У лето 1986. године Лангер и Гужван одлазе на Флориду како би припремили нови албум на енглеском језику, но стиже им лоша вест: Серђо Блажић - Ђосер умире у пулској болници 18. јануара 1987. године. Сахрањен је два дана касније пред више од 4.000 људи. У знак сећања на Блажића, већ од наредне године се као хуманитарна манифестација организују Ђосерови меморијали, који су одржавани све до 2008. године, уз прекиде током 2004. и 2005.
Гужван и Лангер настављају рад на албуму This Spaceship на којем се налазе четири нове нумере, као и шест старих песама са новим аранжманима. Међутим, албум није остварио успех ни код нас ни у иностранству.
Према Лангеровом признању, у овом периоду су за позицију новог певача групе били разматрани Младен Војичић Тифа којег је Блажић сматрао својим наследником, као и Златан Стипишић Џибони који је тада напустио групу Осми путник. Међутим, до реализације ових идеја није дошло па је улогу вокала у међувремену преузео сам Лангер.

### 1990-е
Крајем 1990. године, група у новој постави објављује студијски албум Criminal Tango чија је промоција одржана на Авала фесту. Поред Лангера, нову поставу групе чинили су бубњар Никола Дураковић и гитариста Ранко Сворцан, а на снимању албума је учествовао и члан групе из раних дана Паул Биланџић. На албуму се налази и песма "Тајна" посвећена Блажићу, а на којој је гостовао саксофониста Берислав Јуришић.
Током 1990. и 1991. године, Атомско склониште одржава многобројне концерте на просторима СФРЈ настављајући традицију да свирају свуда где се окупљају рок састави. Тако наступају на Зајечарској гитаријади у време када започиње рат у Хрватској. У то време Лангер најављује нови албум који је требало да се зове Снајпер, замишљен као посвета његовом пријатељу који је у Даљу током рата погинуо од снајпера. Међутим, тај албум није никада снимљен.
У издању флоридске издавачке куће East Europe Records, група објављује албум East Europe Man који је снимљен са певачем Весом Талтоном, а на ком се налази већина песама са албума This Spaceship, као и две песме на српскохрватском језику са последњег албума. Албум отвара песма Chinese Bike, којом група улази на америчку листу Топ 100 и тиме постиже оно што никоме пре с ових простора није пошло за руком, а 1994. године је била један од потенцијалних кандидата за наступ на музичком фестивалу Woodstock поводом обележавања двадесетпете годишњице одржавања највећег рок фестивала свих времена. Иако је већ био најављен, наступ групе на фестивалу је на крају отказан.
Нови албум Terra Mistica излази 1995. године, а представља прво и за сада једино издање групе које је објавила Croatia Records (екс Југотон). На њему се налази девет песама у стандардном рок стилу. Године 1999, нови члан групе постаје бубњар Стјепан Бобић. У овом периоду, Бруно најављује нови албум Portobello Street, назван по лондонској улици у којој се продају ствари из 60-их година, међутим ни тај албум никад није снимљен.

### 2000—данас
2003. године, издавачка кућа One Records објављује ДВД издање које садржи спотове групе, као и снимак наступа одржаног на Зајечарској гитаријади 1991. године. Словеначка дискографска кућа ZKP RTVS је 2007. године објавила бокс-сет, који садржи ремастеризоване верзије свих студијских албума групе снимљених на хрватском језику осим последњег.
У јулу 2020. године, у издању City Records објављен је нови концертни албум Они што долазе за нама, који је снимљен претходне године на београдском Beer Fest-у. У том периоду, нови чланови бенда постали су бубњар Ерик Војак и гитариста Матија Дадић, иначе унук Саше Дадића, бившег бубњара групе.
У новембру 2023. године, група у МТС дворани одржава концерт посвећен Блажићу, а на коме су као гости учествовали њени бројни сарадници и пријатељи, међу којима су Младен Војичић Тифа, Бора Ђорђевић, Звонко Пантовић Чипи, Звонимир Ђукић Ђуле, Драги и Жика Јелић, Иван Феце Фирчи, Ђорђе Давид и други. У марту наредне године, материјал снимљен на концерту објављен је у издању One Records на двоструком ЦД-у, симболично названом Серђо живи, док је у јуну објављено ЛП издање албума.

## Дискографија

### Студијски албуми
- 1978. - Не цвикај генерацијо
- 1978. - Инфаркт
- 1980. - У времену хороскопа
- 1981. - Екстраутерина
- 1982. - Ментална хигијена
- 1984. - Забрањено снивање
- 1990. - Criminal Tango
- 1995. - Terra Mistica

### Живи албуми
- 1980. - Атомска трилогија
- 1985. - Једном у животу
- 2020. - Они што долазе за нама (Live Belgrade Beer Fest 2019)
- 2023. - Уживо - Нови Сад 2022.
- 2024. - Серђо живи

### Atomic Shelter
- 1983. - Space Generation
- 1987. - This Spaceship
- 1992. - East Europe Man

### Компилације
- 1995. - 1976. - 1986. (ZKP RTVS)
- 1997. - '76 - '86 Vol. 2 (ZKP RTVS)
- 2007. - Не цвикај генерацијо Box Set (ZKP RTVS)

### Видео издања
- 2003. - Атомско склониште (One Records)

### Синглови
- 1979. - Поморац сам мајко / Паклени возачи
- 1980. - Без капута / Тко ће тад на згаришту рећи
- 1980. - Генерација сретника / Гази опет чизма